# 카란 소니
카란 소니(Karan Soni)는 배우이다.

## 출연 작품
- 2019년: 명탐정 피카츄 .... 잭 역
- 2019년: 리미티드 파트너스
- 2019년: 코퍼레이트 애니멀즈
- 2020년: 트롤: 월드 투어 ... 리프 역
- 2024년: 데드풀과 울버린 ... 도핀더 역